# L'Étoile imaginaire
Pour plus de détails, voir Fiche technique et Distribution.
L'Étoile imaginaire (en italien, La stella che non c'è, litt. L'Étoile qui n'est pas là) est un film franco-helvéto-singapouro-italien réalisé par Gianni Amelio, sorti en 2006 en Italie puis en 2006 en France.

## Synopsis
Vincenzo Buonavolontà (son nom est aussi un programme) est un ingénieur responsable de la maintenance dans une aciérie en Italie. Un haut-fourneau est vendu à des Chinois. Pour leur apporter une pièce du haut-fourneau qui est défectueuse et pourrait provoquer un accident, Vincenzo, désœuvré, part pour la Chine. Il retrouve à Shanghai une jeune interprète d'italien, Liu, qu'il avait contribué à faire licencier. Son interlocuteur chinois en Italie s'étant fait licencier à son tour, il ne trouve cette usine qu'avec difficulté, après un long périple à travers la Chine profonde, en compagnie de Liu.

## Fiche technique
- Titre français : L'Étoile imaginaire ou Il manque une étoile
- Titre original : La stella che non c'è
- Titre international : The Missing Star
- Réalisation : Gianni Amelio
- Scénario : Gianni Amelio et Umberto Contarello d'après le roman La dismissione d'Ermanno Rea
- Musique : Franco Piersanti
- Photographie : Luca Bigazzi
- Montage : Simona Paggi
- Production : Marco Chimenz, Giovanni Stabilini et Riccardo Tozzi
- Société de production : Cattleya, Babe Film, Rai Cinema, Radiotelevisione Svizzera Italiana, Carac Films, ACHAB Film et Oak 3 Films
- Pays de production :  Italie,  France,  Suisse,  Singapour
- Langues : chinois mandarin et italien
- Genre : drame
- Durée : 103 minutes
  - Italie : 8 septembre 2006
  - France : 24 janvier 2007

## Distribution
- Sergio Castellitto (VFB : Franck Dacquin) : Vincenzo Buonavolontà
- Tai Ling : Liu Hua
- Angelo Costabile : jeune ouvrier
- Ha Hiu Sun : M. Chong
- Catherine Sng : secrétaire chinoise
- Xu Chungqing : directeur du bureau de Shanghai
- Wang Biao : commissaire de police
- Zhao Jianyun : étudiant à l'ordinateur
- Huang Qianhao : jeune profiteur
- Luo Xiufeng : jeune homme du bus
- Tang Xianbi : la grand-mère de Liu
- Wang Lin : enfant fils de Liu Hua